# بودو بالا سينا
بودو بالا سينا (وتعني القوة البوذية) هي منظمة سيلانية تابعة لرهبان بوذيين متشددين.
تتهم بشن هجمات على الأقلية المسلمة في سري لانكا.